# 4-Stunden-Rennen von Algarve 2023

Streckenlayout des Autódromo Internacional do Algarve

Das 4-Stunden-Rennen von Algarve 2023, auch 4 Hours of Algarve 2023, fand am 20. Oktober auf dem Autódromo Internacional do Algarve statt und war der fünfte Wertungslauf der European Le Mans Series dieses Jahres.

## Das Rennen
Nach der Absage des Wertungslaufes in Imola fanden am Saisonende zwei Rennen auf dem Autódromo Internacional do Algarve statt. Auf das 4-Stunden-Rennen von Algarve folgte zwei Tage später das 4-Stunden-Rennen von Portimão. Die erste Veranstaltung endete mit dem Gesamtsieg von Philip Hanson, Oliver Jarvis und Marino Satō im United-Autosports-Oreca 07, knapp vor dem Oreca von James Allen, Alex Lynn und Kyffin Simpson.

## Ergebnisse

### Schlussklassement
| 1           | LMP2        | 22 | United Autosports USA     | Philip Hanson Oliver Jarvis Marino Satō              | Oreca 07                 | 120 |
| 2           | LMP2        | 25 | Algarve Pro Racing        | James Allen Alex Lynn Kyffin Simpson                 | Oreca 07                 | 120 |
| 3           | LMP2        | 65 | Panis Racing              | Tijmen van der Helm Manuel Maldonado Job van Uitert  | Oreca 07                 | 120 |
| 4           | LMP2        | 47 | Cool Racing               | Reshad de Gerus ––– Vladislav Lomko José María López | Oreca 07                 | 120 |
| 5           | LMP2        | 30 | Duqueine Team             | Nico Pino René Binder Neel Jani                      | Oreca 07                 | 120 |
| 6           | LMP2 Pro/Am | 37 | Cool Racing               | Alexandre Coigny Malthe Jakobsen Nicolas Lapierre    | Oreca 07                 | 119 |
| 7           | LMP2 Pro/Am | 24 | Nielsen Racing            | Mathias Beche Ben Hanley Rodrigo Sales               | Oreca 07                 | 119 |
| 8           | LMP2 Pro/Am | 83 | AF Corse                  | François Perrodo Matthieu Vaxivière Ben Barnicoat    | Oreca 07                 | 119 |
| 9           | LMP2        | 28 | IDEC Sport                | Paul-Loup Chatin Laurents Hörr Paul Lafargue         | Oreca 07                 | 119 |
| 10          | LMP2 Pro/Am | 21 | United Autosports USA     | Daniel Schneider Andrew Meyrick Nelson Piquet junior | Oreca 07                 | 119 |
| 11          | LMP2 Pro/Am | 81 | DragonSpeed USA           | Henrik Hedman Juan Pablo Montoya Sebastián Montoya   | Oreca 07                 | 118 |
| 12          | LMP2 Pro/Am | 34 | Racing Team Turkey        | Salih Yoluç Charlie Eastwood Louis Delétraz          | Oreca 07                 | 118 |
| 13          | LMP2 Pro/Am | 20 | Algarve Pro Racing        | Jack Hawksworth Fred Poordad Tristan Vautier         | Oreca 07                 | 118 |
| 14          | LMP2 Pro/Am | 3  | DKR Engineering           | Sebastián Álvarez Nathanaël Berthon Tom Van Rompuy   | Oreca 07                 | 118 |
| 15          | LMP2 Pro/Am | 19 | Team Virage               | Alexander Mattschull Ian Rodríguez Tatiana Calderón  | Oreca 07                 | 117 |
| 16          | LMP3        | 12 | WTM by Rinaldi Racing     | Torsten Kratz Leonard Weiss Óscar Tunjo              | Duqueine M30 - D08       | 116 |
| 17          | LMP3        | 35 | Graff Racing              | Éric Trouillet Jean-Baptiste Lahaye Matthieu Lahaye  | Ligier JS P320           | 116 |
| 18          | LMP3        | 4  | DKR Engineering           | Alexander Bukhantsov James Winslow Pedro Perino      | Duqueine M30 - D08       | 116 |
| 19          | LMP3        | 17 | Cool Racing               | Alex García Adrien Chila Marcos Siebert              | Ligier JS P320           | 116 |
| 20          | LMP3        | 5  | RLR MSport                | James Dayson Valdemar Eriksen Jack Manchester        | Ligier JS P320           | 116 |
| 21          | LMP3        | 15 | RLR M Sport               | Horst Felbermayr junior Gael Julien Mateusz Kaprzyk  | Ligier JS P320           | 115 |
| 22          | LMGTE       | 77 | Proton Competition        | Christian Ried Giammarco Levorato Julien Andlauer    | Porsche 911 RSR-19       | 115 |
| 23          | LMGTE       | 16 | Proton Competition        | Ryan Hardwick Alessio Picariello Zacharie Robichon   | Porsche 911 RSR-19       | 115 |
| 24          | LMGTE       | 60 | Iron Lynx                 | Claudio Schiavoni Matteo Cressoni Matteo Cairoli     | Porsche 911 RSR-19       | 115 |
| 25          | LMGTE       | 57 | Kessel Racing             | Takeshi Kimura Scott Huffaker Daniel Serra           | Ferrari 488 GTE Evo      | 115 |
| 26          | LMGTE       | 72 | TF Sport                  | Arnold Robin Maxime Robin Valentin Hasse-Clot        | Aston Martin Vantage AMR | 115 |
| 27          | LMGTE       | 51 | AF Corse                  | Kriton Lentoudis Rui Águas Ulysse de Pauw            | Ferrari 488 GTE Evo      | 115 |
| 28          | LMGTE       | 55 | Spirit of Race            | Duncan Cameron David Perel Matt Griffin              | Ferrari 488 GTE Evo      | 115 |
| 29          | LMP3        | 7  | Nielsen Racing            | Ryan Harper-Ellam Anthony Wells                      | Ligier JS P320           | 114 |
| 30          | LMP3        | 31 | Racing Spirit of Léman    | Jacques Wolff Antoine Doquin Jean-Ludovic Foubert    | Ligier JS P320           | 114 |
| 31          | LMGTE       | 44 | GMB Motorsport            | Jens Møller Gustav Dahlmann Birch Nicki Thiim        | Aston Martin Vantage AMR | 114 |
| 32          | LMGTE       | 93 | Proton Competition        | Michael Fassbender Martin Rump Richard Lietz         | Porsche 911 RSR-19       | 114 |
| 33          | LMGTE       | 95 | TF Sport                  | John Hartshorne Ben Tuck Jonny Adam                  | Aston Martin Vantage AMR | 114 |
| 34          | LMGTE       | 66 | JMW Motorsport            | Martin Berry Lorcan Hanafin Jon Lancaster            | Ferrari 488 GTE Evo      | 114 |
| 35          | LMGTE       | 50 | Formula Racing            | Conrad Laursen Johnny Laursen Nicklas Nielsen        | Ferrari 488 GTE Evo      | 113 |
| 36          | LMP3        | 11 | EuroInternational         | Matthew Richard Bell Adam Ali                        | Ligier JS P320           | 112 |
| 37          | LMP2        | 43 | Inter Europol Competition | Rui Andrade Olli Caldwell Jonathan Aberdein          | Oreca 07                 | 111 |
| Ausgefallen |             |    |                           |                                                      |                          |     |
| 38          | LMP3        | 13 | Inter Europol Competition | Kai Askey Miguel Cristóvão Wyatt Brichacek           | Ligier JS P320           | 84  |
| 39          | LMP3        | 8  | Team Virage               | Nick Adcock Manuel Espírito Santo Michael Jensen     | Ligier JS P320           | 66  |
| 40          | LMP2 Pro/Am | 99 | Proton Competition        | Bent Viscaal Jonas Ried Giorgio Roda                 | Oreca 07                 | 58  |

### Nur in der Meldeliste
Zu diesem Rennen sind keine weiteren Meldungen bekannt.

### Klassensieger
| Klasse      | Fahrer           | Fahrer             | Fahrer           | Fahrzeug           | Platzierung im Gesamtklassement |
| ----------- | ---------------- | ------------------ | ---------------- | ------------------ | ------------------------------- |
| LMP2        | Philip Hanson    | Oliver Jarvis      | Marino Satō      | Oreca 07           | Gesamtsieg                      |
| LMP2 Pro/Am | Alexandre Coigny | Malthe Jakobsen    | Nicolas Lapierre | Oreca 07           | Rang 6                          |
| LMP3        | Torsten Kratz    | Leonard Weiss      | Óscar Tunjo      | Duqueine M30 - D08 | Rang 16                         |
| LMGTE       | Christian Ried   | Giammarco Levorato | Julien Andlauer  | Porsche 911 RSR-19 | Rang 22                         |

### Renndaten
- Gemeldet: 40
- Gestartet: 40
- Gewertet: 37
- Rennklassen: 4
- Zuschauer: unbekannt
- Wetter am Renntag: warm und trocken
- Streckenlänge: 4,692 km
- Fahrzeit des Siegerteams: 4:00:43,255 Stunden
- Gesamtrunden des Siegerteams: 120
- Gesamtdistanz des Siegerteams: 563,040 km
- Siegerschnitt: 140,340 km/h
- Pole Position: James Allen – Oreca 07 (#25) – 1:48,674 = 154,100 km/h
- Schnellste Rennrunde: Alex Lynn – Oreca 07 (#25) – 1:34,565 = 177,100 km/h
- Rennserie: 5. Lauf zur European Le Mans Series 2023